# Meijendel
Meijendel este o zonă extinsă de dune și natură bogată în apă situată la vest de sudul Wassenaarului și la nord de Haga (Scheveningen). Este și o zonă de captare a apei și este administrată de compania de apă Dunea. Meijendel face parte, împreună cu Berkheide, din zona Natura 2000 Meijendel & Berkheide și din viitorul Parc Național Dunele Olandei.

## Descriere
Meijendel are o suprafață de aproximativ 2000 hectare și formează, împreună cu vecinul său Hollands Duin⁠(d), cea mai mare zonă continuă de dune din Olanda de Sud. Meijendel a fost inițial numele unei ferme situate într-o zonă înconjurată de măceșe. În spatele grămezii de nisip acoperite de iarbă de mare, se află diferite zone de dune. Direct în spatele primei benzi de dune, cele mai vestice, se află o zonă cu dune parabolice și văi de dune cu tufișuri, pajiști umede și mlaștini. Zona următoare este bogată în tufișuri și păduri, dar poartă și urmele folosirii anterioare pentru agricultură. Zona de dune cea mai estică constă din dune înalte, cu puțină calcar. Este o zonă deschisă, cu câteodată păduri de pin sau de plopi plantate. Cele mai multe lacuri de infiltrare pentru captarea apei se află în spatele celei mai vestice benzi de dune. La marginea Meijendelului se află un turn de apă monumental. În zonă se află, de asemenea, diverse buncăre din al Doilea Război Mondial.

## floră și faună
În zonă se găsesc diverse specii de plante și animale deosebite. Speciile de plante remarcabile includ gentiana cu frunze încrucișate, silena nocturnă, broasca-secară și planta de zidărie palidă. Printre mușchii întâlniți se numără muschiul de etaj, muschiul arcuit și muschiul rozetă. Câteva specii de licheni întâlnite aici sunt barba de cârnat, dolarul de dune și muschiul de stejar. În unele zone, salcia rățoitoare și feriga sunt dominante, în timp ce în fostele terenuri agricole se întâlnesc des măceșul și măceșul, alături de ligustrul sălbatic și trandafirul sălbatic. Printre speciile de animale de remarcat se numără melcul de sticlă îngustă, lăstunul urecheat, sturzul albastru, stârcul cu gât roșu și lăstunul pitic. În buncăre hibernează liliecii, precum liliecii de apă, care vânează deasupra lacurilor mici.

## Utilizare și management

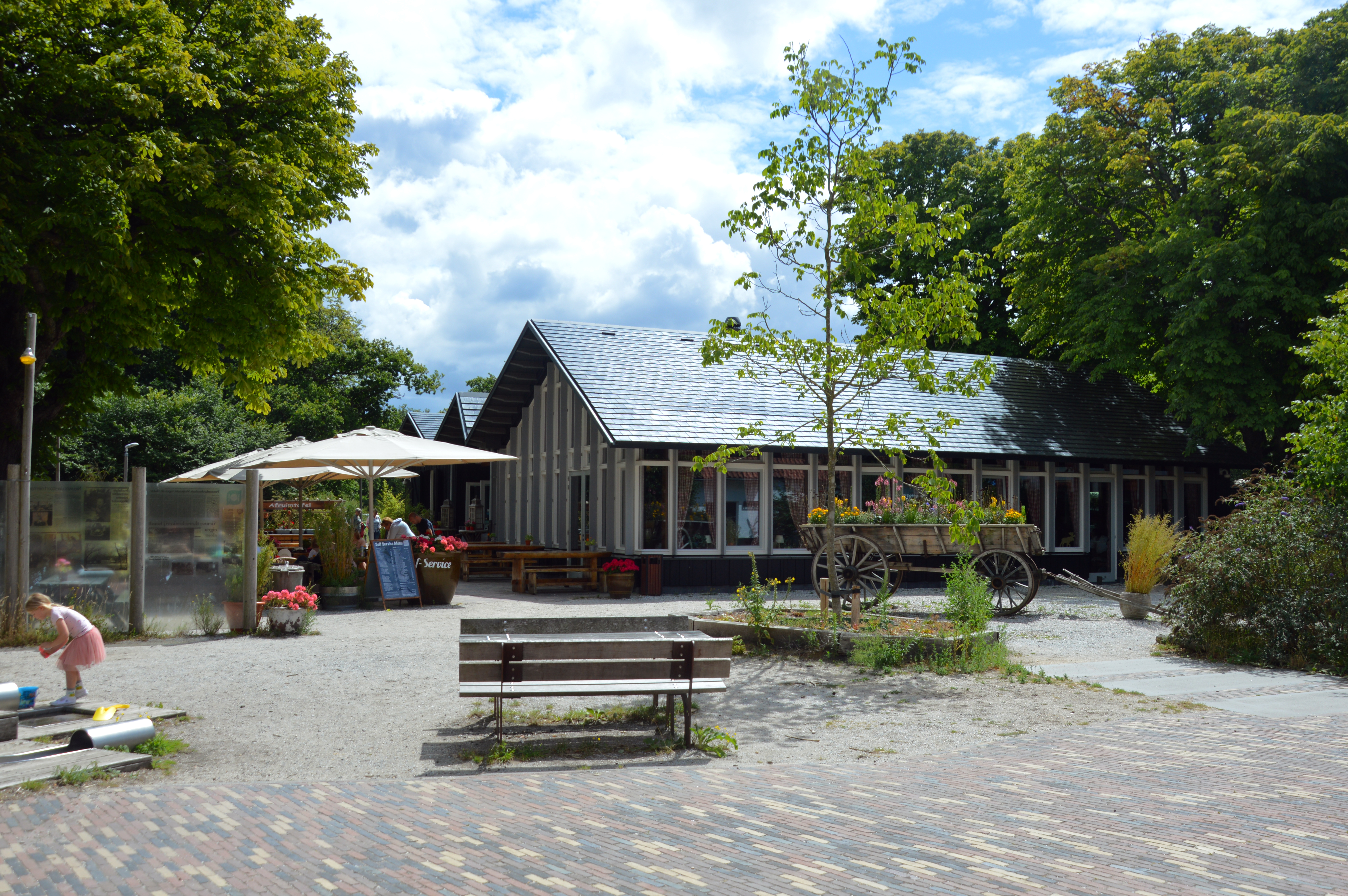
Casa de clătite Meijendel

Există multe trasee de drumeții și ciclism prin zonă. Ferma Meijendel este situată central, cu o casă de clătite și un centru de vizitatori De Tapuit .
În scopul extragerii apei și al dezvoltării naturii, anumite părți din Meijendel sunt închise publicului.
Cel mai vechi grup de lucru pentru păsări din Țările de Jos este activ în Meijendel. „Grupul de lucru pentru păsări Meijendel” a inventariat dezvoltarea populației de păsări (de reproducție) din 1958. Aceasta o face cea mai lungă serie de inventariere sistematice continue de păsări (de reproducție) într-o anumită zonă din întreaga lume. În 1984, grupul de lucru sa alăturat SOVON Bird Research Olanda și de atunci a folosit metoda de numărare BMP standardizată la nivel național.

## Memorialul de război
În sudul Meijendel se află Waalsdorpervlakte, unde între 250 și 280 de olandezi au fost executați de ocupanții germani în timpul celui de-al Doilea Război Mondial . În Ziua Comemorarii, are loc o procesiune tăcută către monumentul ridicat pentru comemorarea victimelor războiului. Este format dintr-o piatră cu patru cruci de bronz în spate; pe fundal este o clopotnita .

## Poze

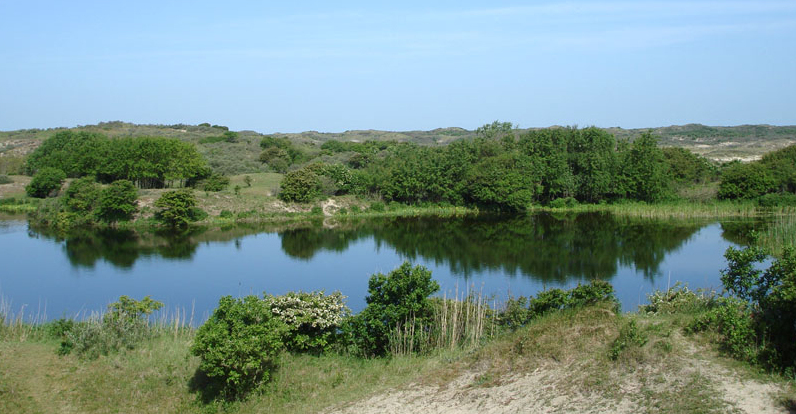
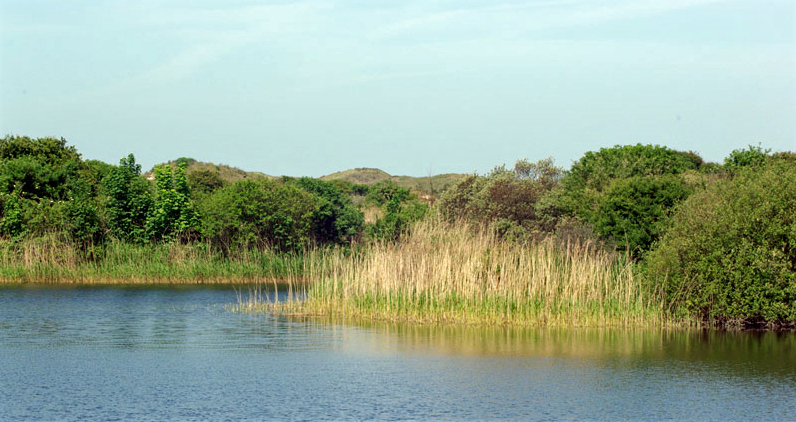
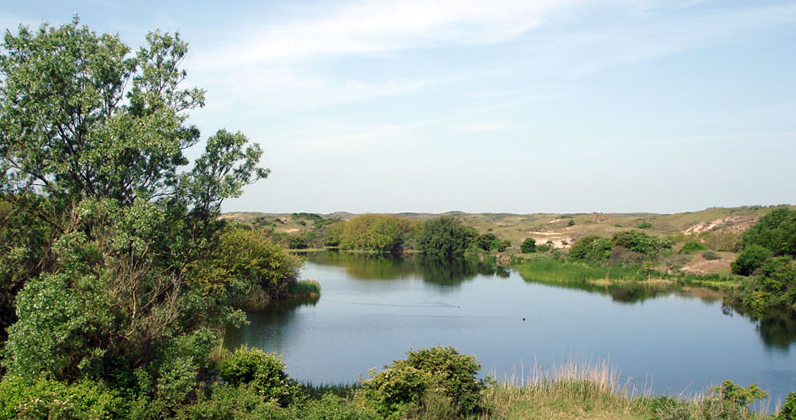
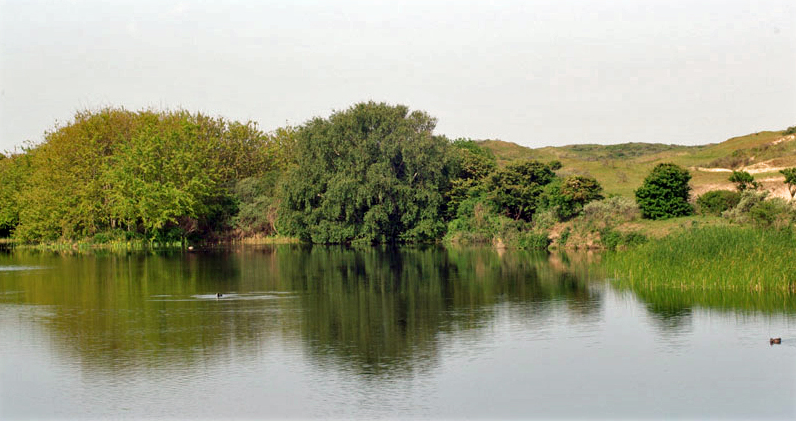

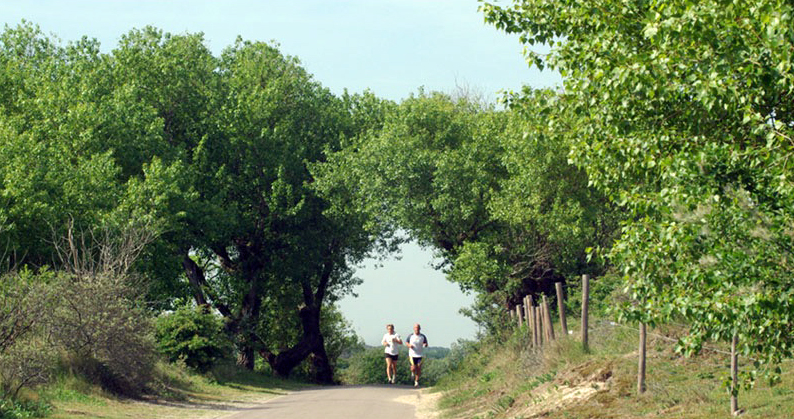
Meijendel vara
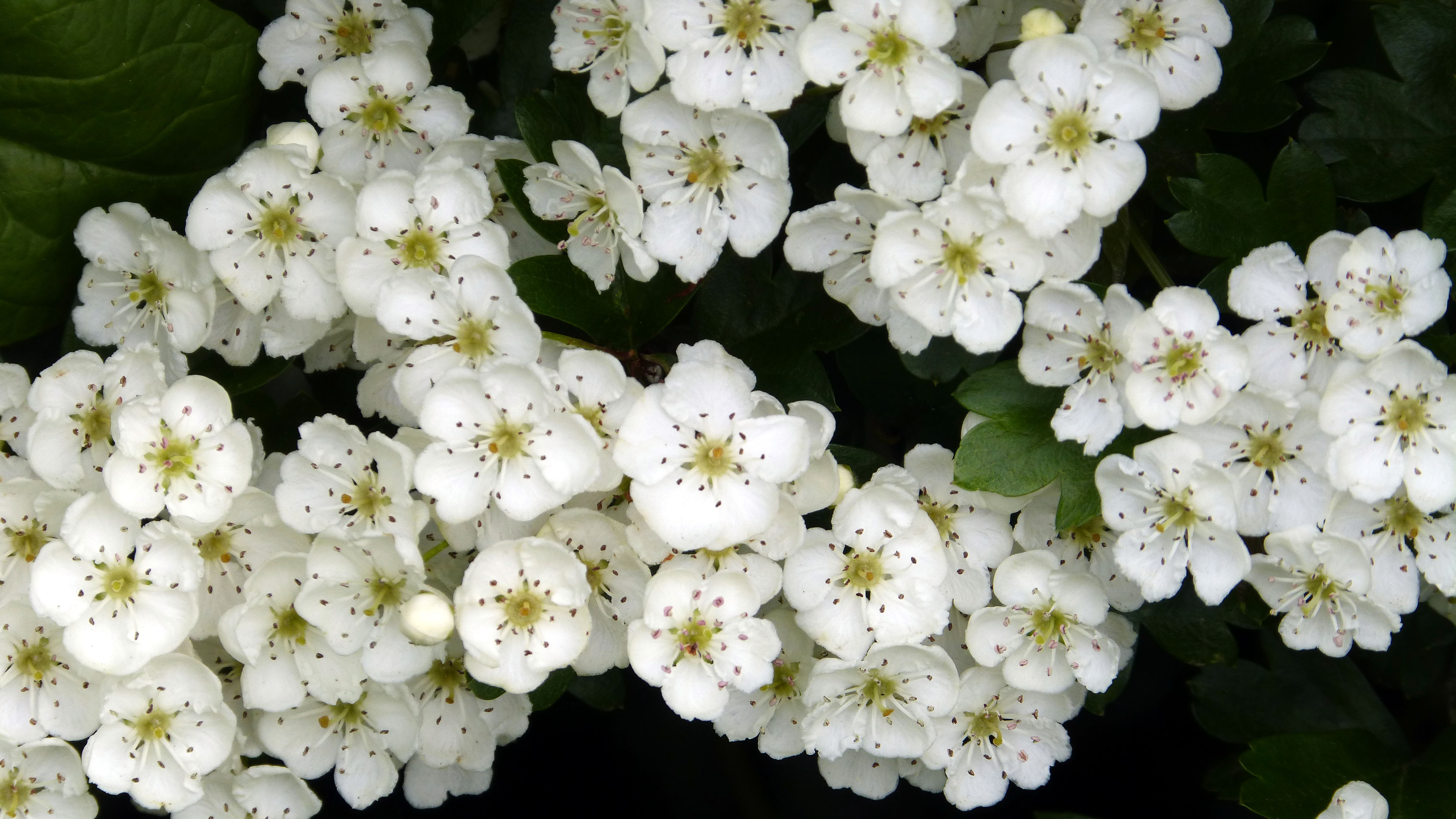
Păducel
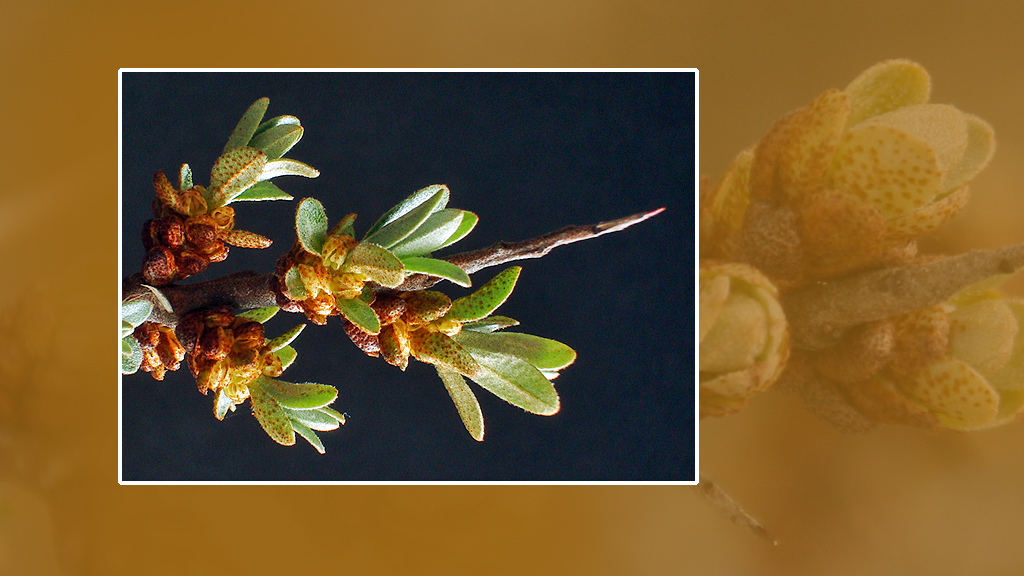
Catină
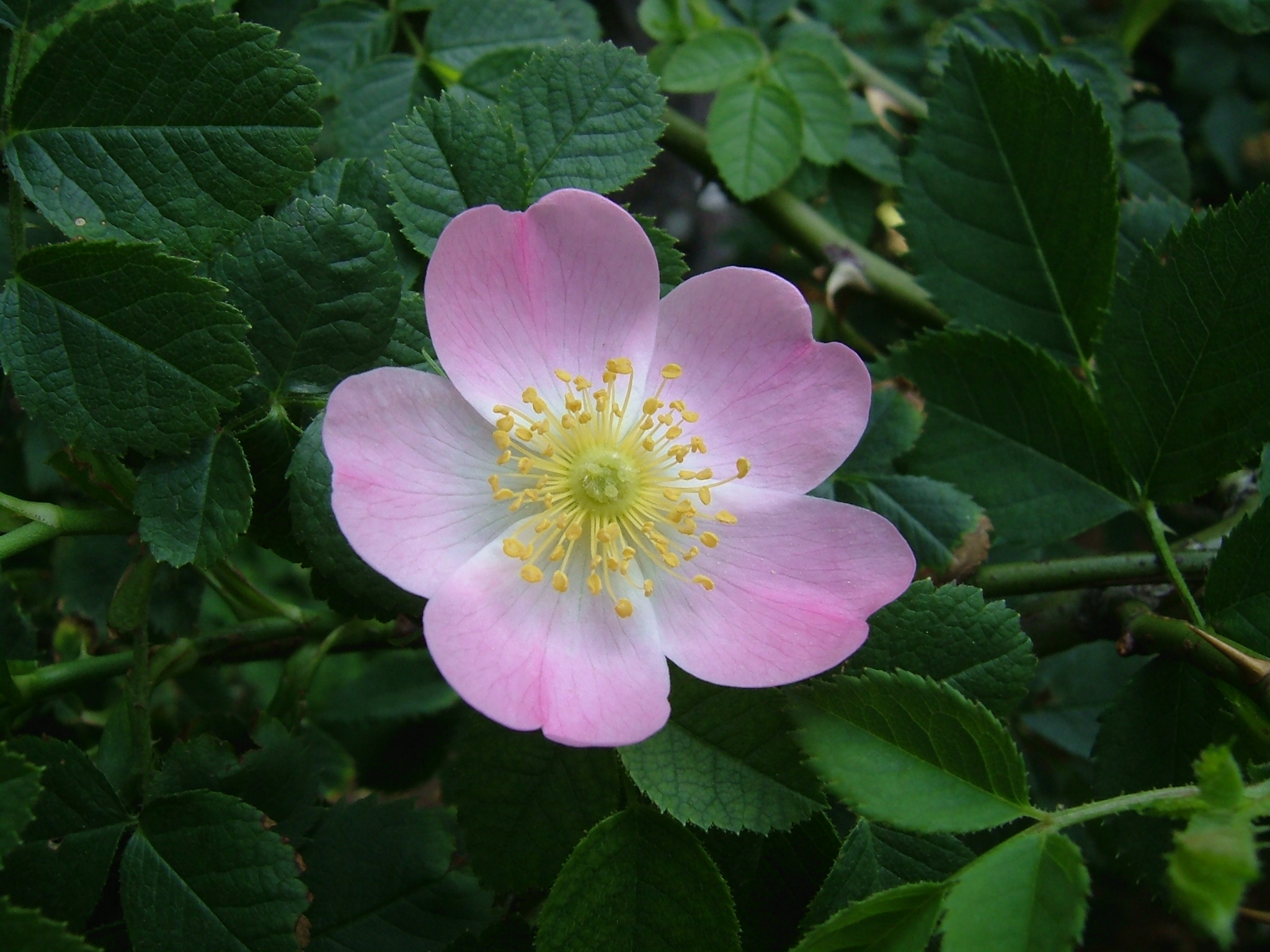
Măceș